# Kloster Heiligkreuztal

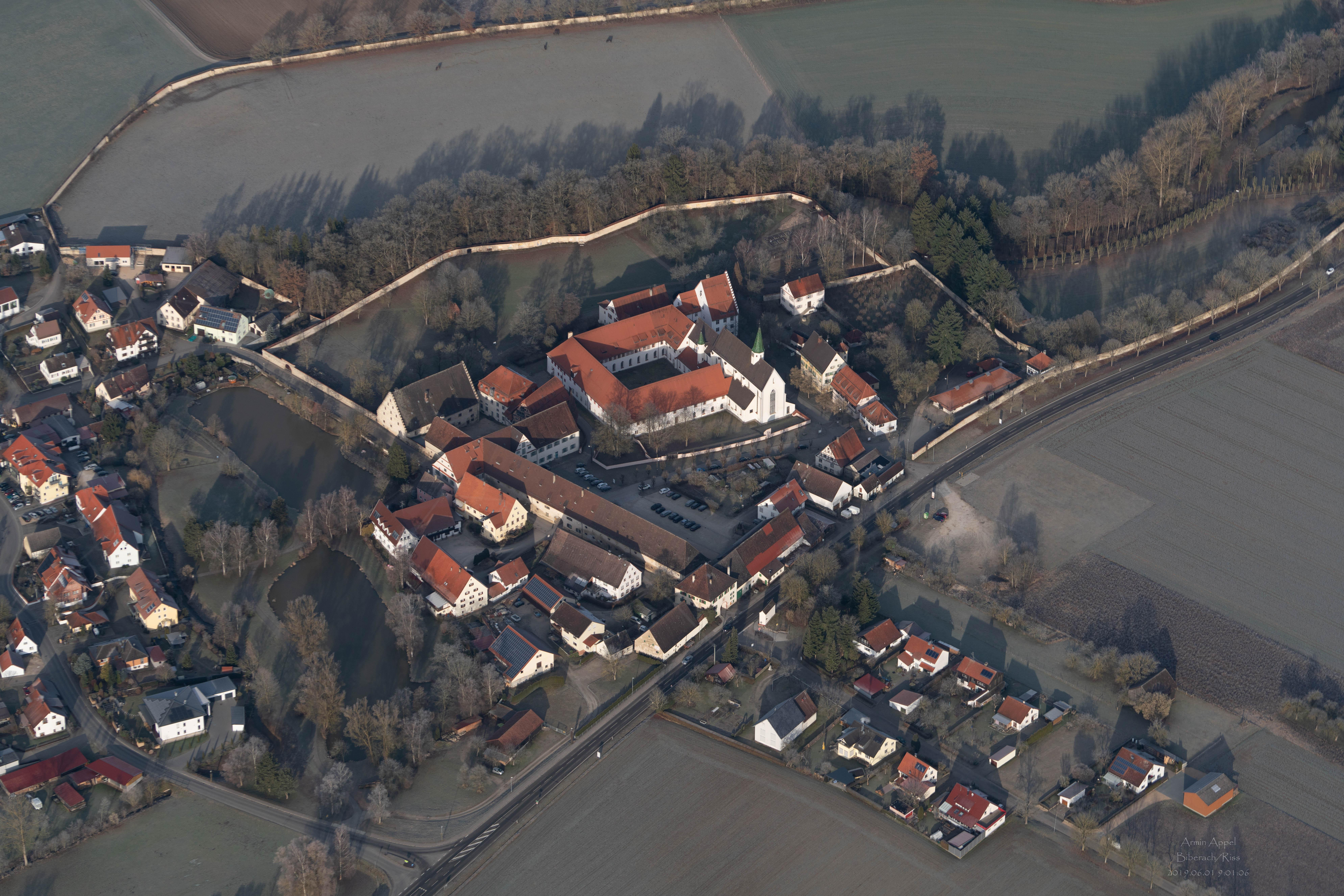
Kloster Heiligkreuztal (2021)

Kloster Heiligkreuztal ist eine ehemalige Zisterzienserinnenabtei und liegt im gleichnamigen Teilort der Gemeinde Altheim in Oberschwaben (Baden-Württemberg).

## Geschichte

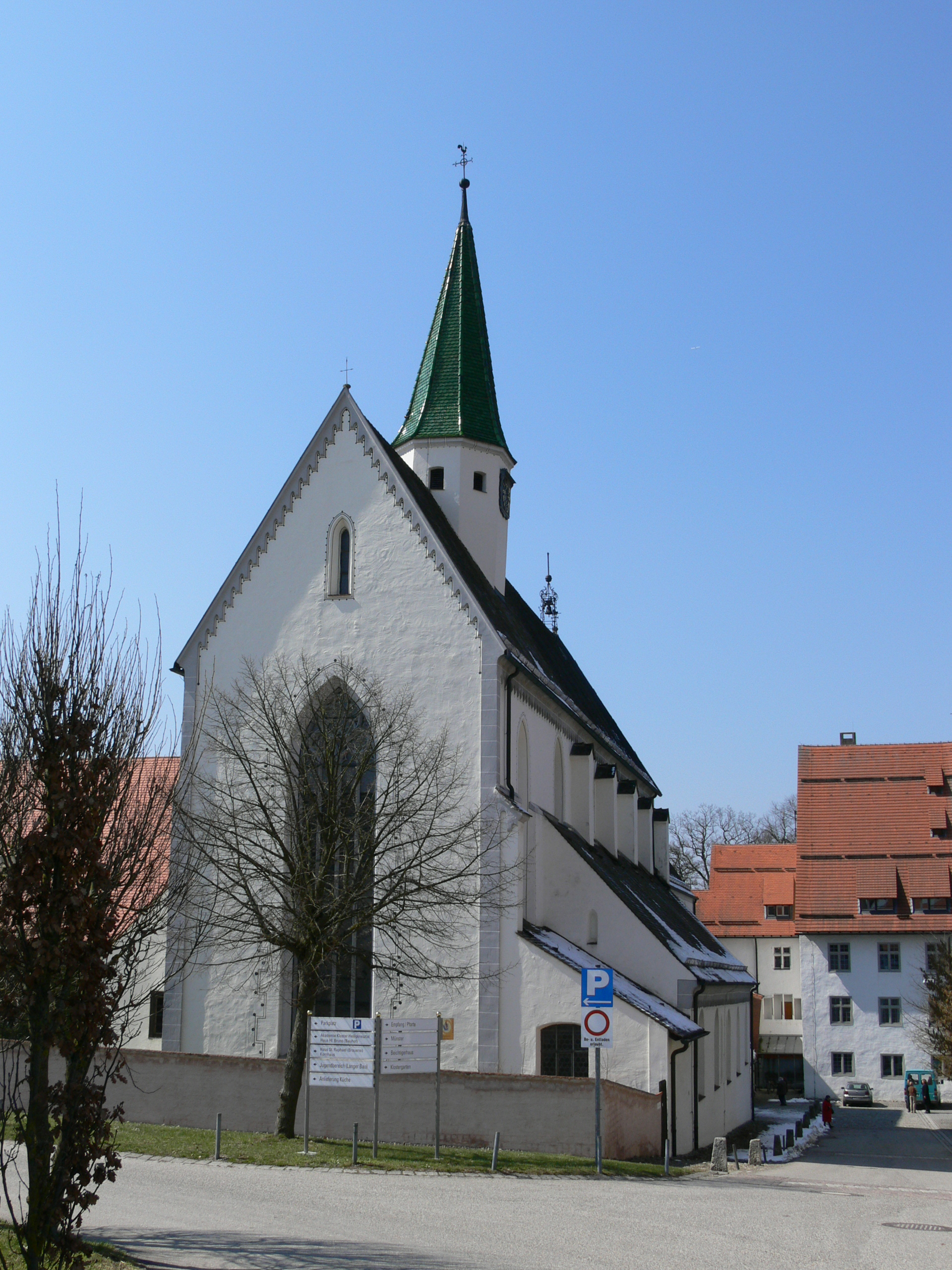
Ehemalige Klosterkirche, heutige Pfarrkirche St. Anna

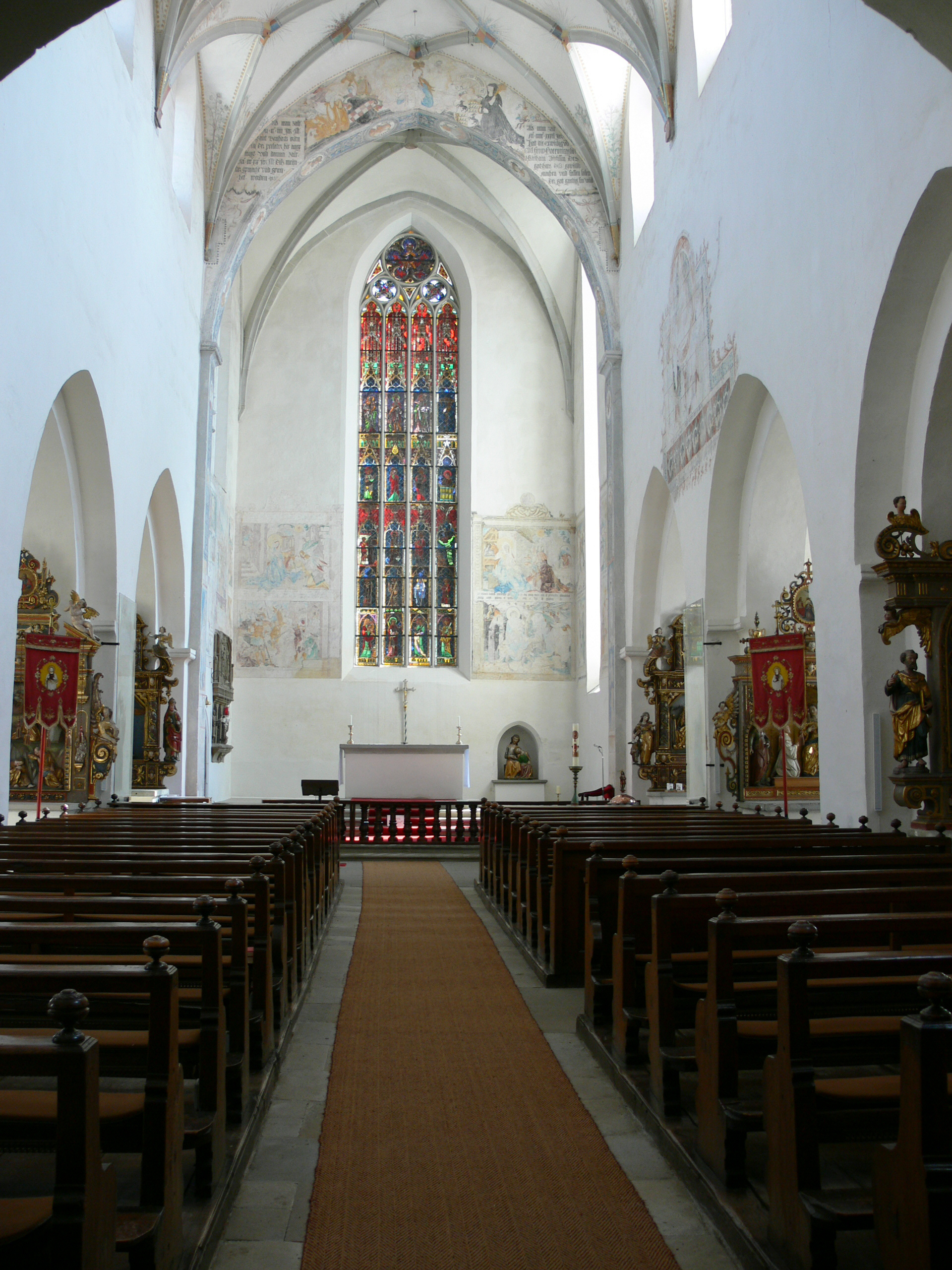
Innenraum der Klosterkirche

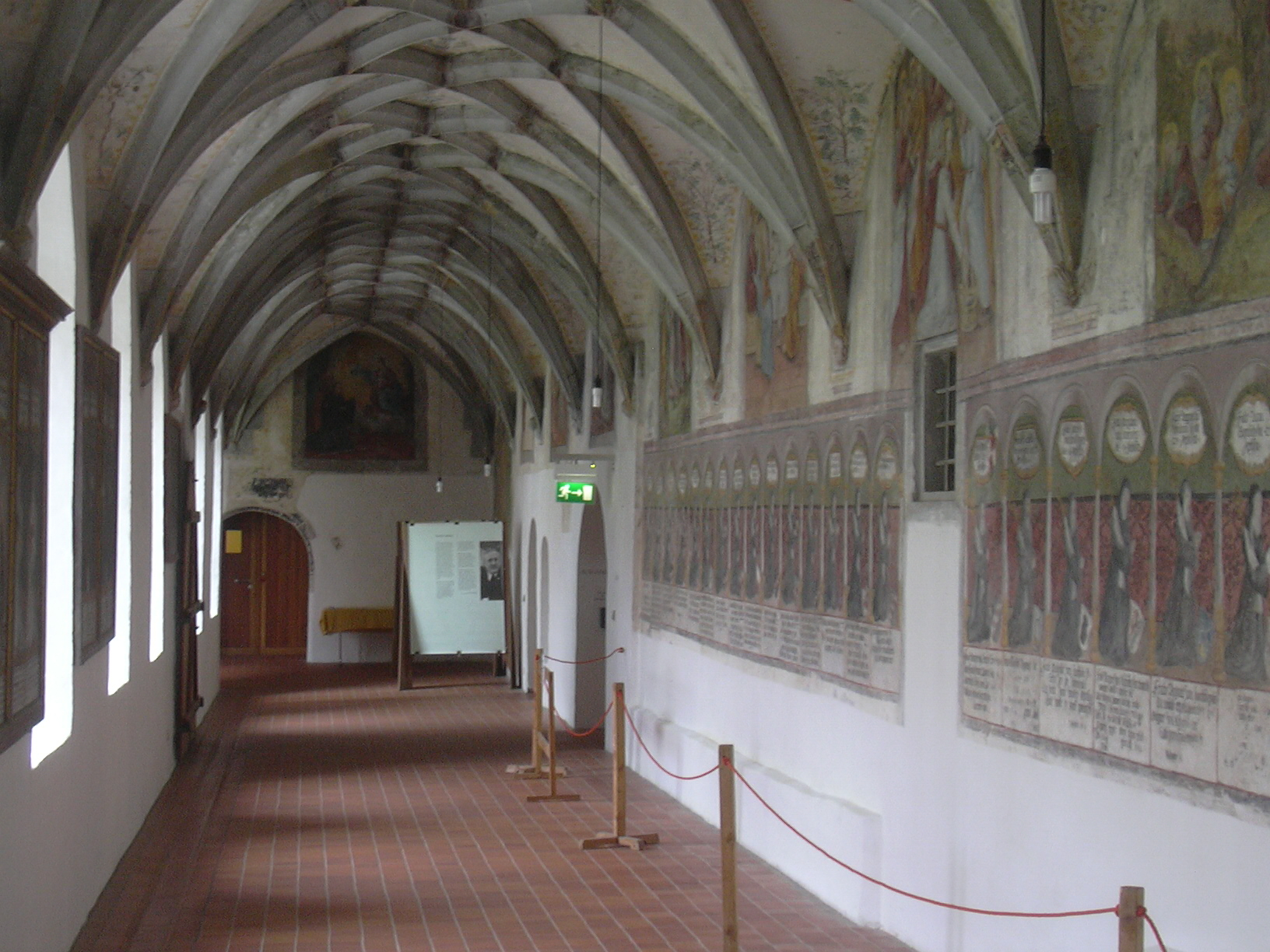
Kreuzgang

Das Kloster Heiligkreuztal wurde 1227 gestiftet. Es bestand aber schon vor dieser Zeit in dem benachbarten Dorf Altheim eine klösterliche, aus einer Beginen-Gesellschaft hervorgegangene Anstalt, deren Ursprung auf das Jahr 1140 angesetzt wird. Diese Gesellschaft, wegen ihrer Kleidung die „grauen Schwestern“ genannt, wandte sich an den Abt der Zisterzienserabtei Salem mit der Bitte um Aufnahme in deren Klosterverband. Dem wurde 1204 stattgegeben. Es unterstand der Oberaufsicht von Salem. Das ehemalige Lehensgut Wazzirschaphen konnte käuflich erworben werden, doch erst die starke finanzielle Zuwendung des Grafen Egon von Grüningen-Landau und seiner Schwester Hailwilgilde († 1240) ermöglichte den Bau einer würdigen Unterkunft. Hailwilgilde wurde die erste Äbtissin des Klosters.
Der Name Wasserschapfen änderte sich bereits um 1231 in Heiligkreuztal, da der Sage nach Graf Egon einen Splitter des Kreuzes Jesu vom Kloster Reichenau erwerben konnte und dem Kloster stiftete. 1234 unterstellte König Heinrich (VII.) das Kloster seinem besonderen Schutz. 1251 wurde es von Papst Gregor IX. bestätigt und mit den gewöhnlichen Privilegien (Befreiung von der bischöflichen Gewalt, von weltlichen Gerichten etc.) und mit allen Freiheiten des Ordens der Zisterzienser versehen.
Da vor allem Töchter aus Adelsfamilien dort aufgenommen wurden, blühte das Kloster durch bedeutende Schenkungen auf und konnte nach und nach Höfe und ganze Ortschaften in der Umgebung erwerben. Im Jahr 1383 gehörten 125 Frauen zum Klosterverband. 1420 verfügten sie über Besitz in 23 umliegenden Orten. Am Ende des 18. Jahrhunderts gehörten dem Kloster die Orte Andelfingen, Beuren, Binzwangen, Ertingen, Friedingen, Heiligkreuztal, Hundersingen und Waldhausen. Die erste, 1256 geweihte Klosterkirche wurde zu Anfang des 14. Jahrhunderts erweitert.
Die 1521 zur Äbtissin gewählte Veronika von Rietheim sorgte dafür, dass sich die Klosterfrauen wieder an ein strenges Ordensleben gewöhnten. Zudem setzte sie die bereits von ihrer Vorgängerin begonnene Renovierung des Klosters fort. Das Münster erhielt 1532 ein Gewölbe und das Refektorium, Kapitelsaal und Kreuzgang wurden mit einem Netzgewölbe versehen. Für die Ausmalung der Kirche wurde der Meister von Meßkirch beauftragt. 1552, im Schmalkaldischen Krieg, wurde das Kloster geplündert; gleiches taten Schweden im Jahr 1632 und französische Truppen 1796.
Infolge des Reichsdeputationshauptschlusses fiel Heiligkreuztal 1803 an Neuwürttemberg, 1806 durch die Rheinbundakte an das neu gegründete Königreich Württemberg und wurde aufgelöst. Die Nonnen durften zunächst noch bleiben, bis 1843 die letzten von ihnen das Kloster verlassen mussten. Eine andere Quelle besagt, dass die letzten Nonnen bis zu ihrem Lebensende in Heiligkreuztal haben bleiben dürfen.

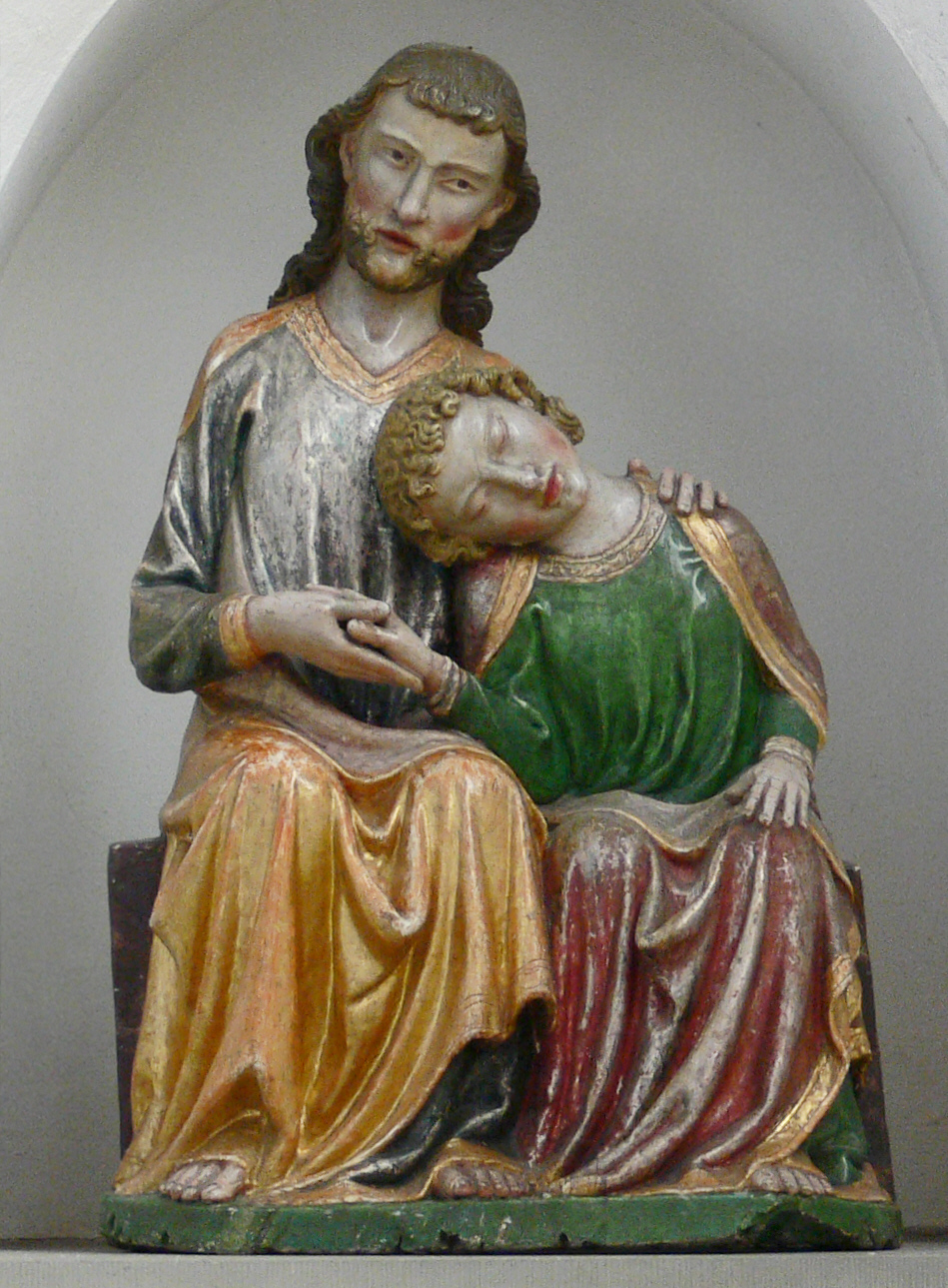
Christus-Johannes-Gruppe in Heiligkreuztal

Die heutige Gestalt der Klostergebäude stammt aus der Zeit vom Anfang bis zur Mitte des 18. Jahrhunderts unter der Äbtissin Maria Holzapfel (1723–1761). Der Stuckateur Joseph Anton Feuchtmayer gestaltete 1754 die Decke über dem Nonnenchor. Seinerzeit entstanden auch ein Urkundenarchiv (1744) und die bedeutende Bibliothek (über tausend Bände). Stifter und Wohltäter des Klosters erhielten aus Dankbarkeit ihre Grablege in der Klosterkirche. Vom 16. bis zum 24. August 1824 erforschte der Historiker Anton Hauber das Archivgewölbe, editierte und veröffentlichte die hier aufbewahren Urkunden.

## Neuzeit
Von 1973 bis 2020 wurde die Zisterzienserinnen-Klosteranlage vom Architekten Johannes Manderscheid renoviert. Bisher wurden Kreuzgang und Zellen, Kapitelsaal und Kapelle, das Apothekengebäude, die Klostermauer und diverse Kleingebäude renoviert, ferner das Äbtissinnen- und das Brauereigebäude, der unterirdische Erschließungsgang, das Kornhaus, das Bauhofgebäude und das Amtshaus.

## Ausstattung
Das bekannteste Ausstattungsstück der Kirche ist die in der Apsis aufgestellte Christus-Johannes-Gruppe, eine Holzplastik eines unbekannten Künstlers aus der ersten Hälfte des 14. Jahrhunderts. Das Andachtsbild, auch „Johannesminne“ genannt, stellt Christus und seinen Lieblingsjünger Johannes dar.
Im Kreuzgang befindet sich ein Malereizyklus aus dem 16. Jahrhundert. Er erhielt sein heutiges Aussehen unter Äbtissin Veronika von Rietheim. Das Deckengemälde stellt Pflanzenranken dar. Die Wandmalereien im Nordflügel bilden eine Galerie der Äbtissinnen mit 25 Porträts, die mit Veronika von Rietheim endet. Daneben stehen Bilder der Passion Christi. Im Ostflügel wird das Leben verschiedener Heiliger dargestellt. 1970 erlitten die Malereien einen Wasserschaden. 2017 wurden die Wandmalereien untersucht, um sie fachgerecht restaurieren zu können.

## Nutzung der ehemaligen Klostergebäude
Die Gebäude wurden kurz nach der Säkularisation für kurze Zeit als Oberamtsverwaltung und dann als Sitz einer Försterei genutzt. Das wertvolle Inventar sowie Bibliothek und Archiv kamen größtenteils nach Stuttgart. Nach dem endgültigen Auszug der Nonnen verfiel das Bauwerk und wurde schließlich bis auf die beiden Kirchen 1972 an das Aulendorfer Stefanuswerk e. V. (heute Stefanus-Gemeinschaft) verkauft, das dort eine Stätte christlicher Begegnung schuf. In der Bruderkirche richtete die Einrichtung Staatliche Schlösser und Gärten Baden-Württemberg ein Museum ein, das neben Raritäten sakraler Kunst auch Glaubenszeugnisse frommer Frauen präsentiert.

## Wappen
Das Wappen des Klosters enthielt drei Hirschgeweihe, in Anlehnung an das der Grafen von Grüningen-Landau, der größten Stifter und Wohltäter des Hauses.

## Äbtissinnen von Heiligkreuztal
- 1231 N. N. (Heilwig von Urach? Die Klostertradition nennt Heilwig von Landau)
- 1248, 1251 Heilwig von Württemberg?
- 1257 Agnes oder Adelheid von Neuffen?
- 1258 Mechthild (Gräfin von Veringen?)
- 1263–1266 Bertha (von Justingen?)
- 1267–1274 Adelheid (Gräfin von Grüningen-Landau?)
- 1278–1292, 1296 Adelheid („von Bonlanden“, wohl verschrieben für „von Landau“)
- 1277 L(ucia)
- 1295, 1297/1300 Agnes (von Jungingen?)
- 1300–1309 Irmengard von Hertenstein
- 1312–1313 Elisabeth von Steffeln (von Stöffeln)
- 1314–1317 Anna I. von Hornstein-Schatzberg
- 1317–1326, 1330–1331 Mechthild von Schafhausen
- 1327, 1332–1333, 1339–1345, 1346–1354, 1357–1359 Anna Gräfin von Sulz
- 1346 Anna Ranz (von Neufra)
- 1354–1357 Anna II. von Hornstein-Göffingen
- 1358–1360, 1366–1367 Benigna (Bena) Murtzel
- 1361–1365 Anna III. von Hornstein-Heudorf
- 1367 Mechthild Wild
- 1369–1372, 1380 Margaretha von Andelfingen
- 1373–1384 Adelheid I. von Hornstein-Bittelschieß
- 1384 Gertrud Herter (von Herteneck?)
- 1384–1386 Katharina Gerber (Gärwer)
- 1387–1399 Adelheid II. von Hornstein-Grüningen
- 1403–1414, 1419–1420, 1431, 1432 Margarethe von Neuhausen
- 1421–1431, 1432, 1433–1434 Agnes (Nesa) von Hornstein-Neufra
- 1435–1480 Anna Gremlich d. Ä.
- 1480–1484 Ursula (von) Boss
- 1485–1520 Anna Gremlich d. J.
- 1520–1551 Veronika von Rietheim (Riedheim)
- 1551–1567 Elisabeth Lutz
- 1567–1569 Veronika von Enzberg
- 1569–1602 Elisabeth Ifflinger von Granegg
- 1602–1616 Anna Steibenhaber
- 1616–1632 Katharina von Roggweil
- 1632–1635 Anna Maria von Payern (Überlingen)
- 1635–1643 Anna Margaretha Raitner von Raitenau
- 1643–1682 Euphrosina Precht von Hohenwarth
- 1682–1690 Ludgardis Bosch
- 1690–1722 Anna von Holzing
- 1722–1723 Gertrud Waginger von Marquardstein
- 1723–1761 Josepha Holzapfel von Herxheim
- 1761–1793 Josepha de Vivier
- 1793–1804 Bernarda Kohlhund, gest. 1822